# Климентий (Шептицкий)
Климентий (укр. Климентій, пол. Klemens, в миру Мария Казимир Шептицкий, укр. Марія Казимир Шептицький, пол. Kazimierz Maria Szeptycki; 17 ноября 1869, село Прилбичи, Яворовский уезд, Королевство Галиции и Лодомерии — 1 мая 1951, Владимир) — архимандрит монашеского ордена студитов Украинской грекокатолической церкви, грекокатолический экзарх апостольского экзархата России c 9 октября 1939 года по 1 мая 1951 года.
В 2001 году причислен к лику блаженных Католической церкви.

## Биография
Родился в галицкой аристократической семье Шептицких, сын графа Ивана Шептицкого и его супруги Софии, дочери известного польского драматурга графа Александра Фредро. Брат митрополита Романа (Андрея) Шептицкого и генерала Станислава Шептицкого. Окончил гимназию святой Анны в Кракове, учился в университетах Кракова, Мюнхена и Парижа, в 1892 году получил степень доктора права в Ягеллонском университете (Краков). Одновременно окончил Институт лесничества.
Работал адвокатом, помогал отцу управлять семейными имениями, являлся членом галицкого сейма. В 1900−1907 годах был депутатом австрийского парламента, соавтор «Общего австрийского закона о лесах». Автор работ по вопросам сельского хозяйства, председатель Галицкого лесничего общества. Как общественный деятель Галиции сыграл значительную роль в том, что его брат Андрей стал грекокатолическим митрополитом. В 1907 году отошёл от политической деятельности, занялся хозяйственной работой в имении, где построил церковь для грекокатоликов.
В 1911 году поступил в бенедиктинский монастырь в Байроне, в 1912 году перешёл в грекокатолический монастырь Студийского устава в Каменице в Боснии, где принёс монашеские обеты и получил имя Климент. В 1915 году стал иеромонахом. Получил богословское образование в университете Инсбрука.
В его монастырской келье были лишь железная кровать, шкаф с книгами, столик и клячник, на котором молился перед Распятием. 

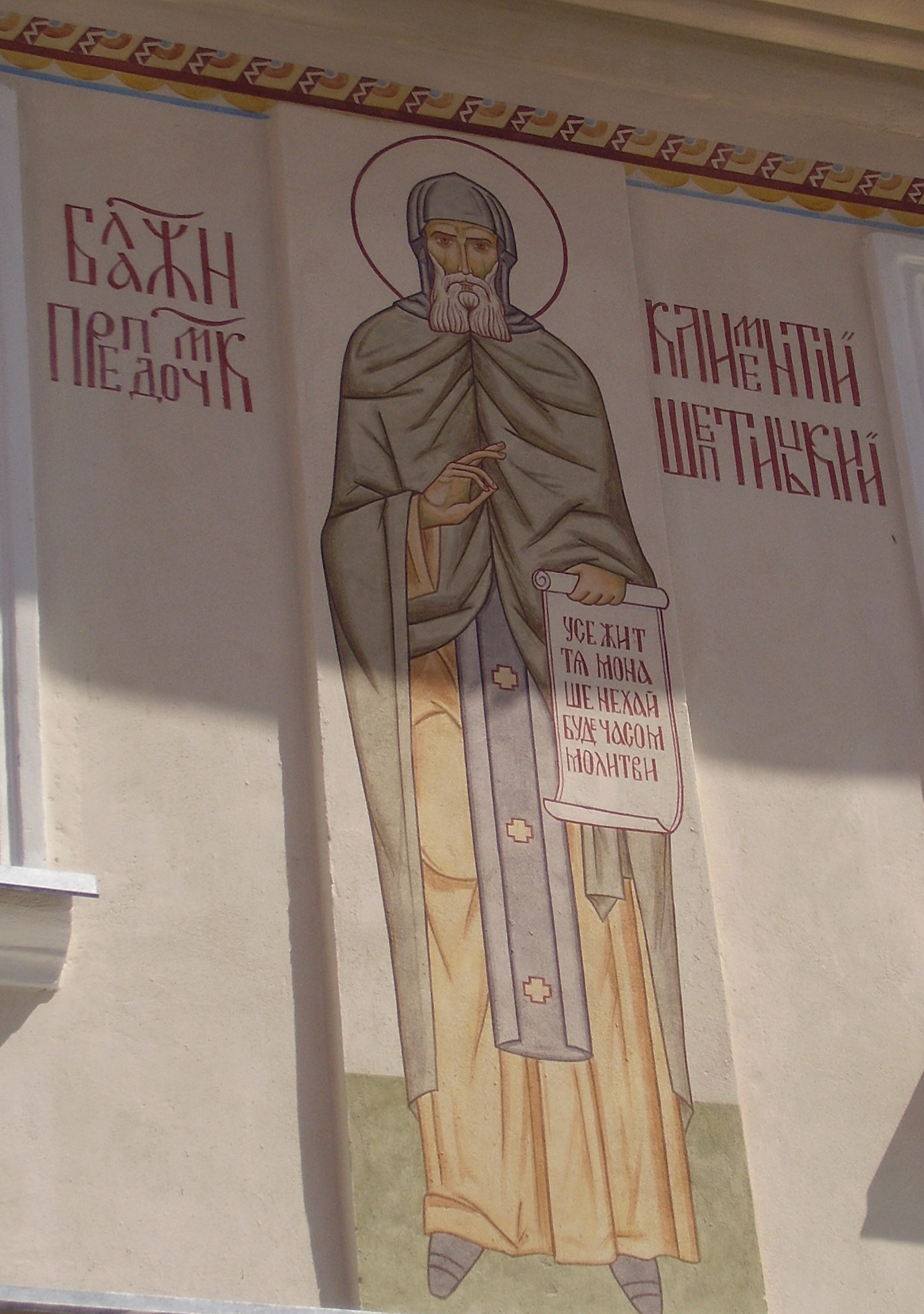
Климент Шептицкий, настенная роспись в Уневской Лавре

Являлся настоятелем Студийского монастыря, находившегося в Униве, с 1926 года — игумен Свято-Успенской Уневской лавры. Сыграл значительную роль в истории грекокатолического монашества в XX веке. В 1936—1937 годах, совместно с митрополитом Андреем Шептицким, составил устав для монахов-студитов, известный под названием «Типикон». Участвовал в основании женского студитского монастыря в Якторове, монастыря в Канаде. Был членом Богословского научного общества, читал лекции в университете Инсбрука. С 1937 года жил в Львове, помогал своему брату в управлении церковью. С 1939 года — руководитель Украинского католического института Церковного объединения имени митрополита Рутского.
В 1939 году был назначен грекокатолическим экзархом Апостольского экзархата России. Во время Второй мировой войны участвовал в спасении евреев на Украине — их прятали в монастырях, а затем переправляли в венгерскую Украину.
Осенью 1944 года, после взятия Украины под контроль советскими войсками, новый грекокатолический митрополит Иосиф Слипый возвёл Климентия Шептицкого в сан архимандрита монахов Студийского устава и назначил руководителем делегации на переговорах с органами советской власти, которая была принята в Москве председателем Совета по делам религиозных культов при Совнаркоме Иваном Полянским.
Однако руководство СССР взяло курс на ликвидацию унии и присоединение грекокатоликов к Русской православной церкви. В 1945 году все униатские епископы были арестованы (никто из них не согласился перейти в православие), и церковь фактически возглавил престарелый архимандрит Климентий, который призывал священников не соглашаться на переход в юрисдикцию Русской православной церкви. Летом 1945 собрал 61 подпись грекокатолических священников под просьбой освободить арестованных епископов и прекратить преследование грекокатоликов.
Власти запретили ему жить во Львове; последний период жизни на свободе он провёл в Униве. Направил в Ватикан письмо с описанием преследований, которым подвергались грекокатолики. Это письмо было перехвачено органами МГБ, что и стало поводом для его ареста.

5 июня 1947 года архимандрит Климентий был арестован в своей келье во время вечерней молитвы. С 27 июня 1947 года содержался в Киевской внутренней тюрьме МГБ. В его биографии сказано, что 

именно в её стенах отец Климентий испытал наибольшие издевательства, о чём свидетельствуют протоколы допросов, проходивших преимущественно ночью. Следователи разными способами пытались сломать его. Побоями, физическим и моральным надругательством, шантажом, запугиванием, сочувствием, льстивыми обещаниями. Следователь неоднократно предлагал ему отречься своей веры, перейти в юрисдикцию Московской патриархии, обещая отпустить его в монастырь. Архимандрит оставался непреклонным в своем святом убеждении, оставался верным христианским идеалам.

После года следствия архимандрит Климентий был приговорён к восьми годам лишения свободы и отправлен во Владимирскую тюрьму, где 1 мая 1951 года скончался в тюремной больнице. На городском Князь-Владимирском кладбище есть его мемориальная плита.

## Блаженный и праведник
27 июня 2001 года Папа Римский Иоанн Павел II во Львове причислил его к лику блаженных.
14 февраля 1995 года израильский Институт Катастрофы и героизма «Яд ва-Шем» присвоил Шептицкому почётное звание «Праведник народов мира» за спасение евреев в период Холокоста. В 2005 году в селе Унев Перемишлянского района Львовской области была открыта мемориальная доска в честь митрополита Андрея и блаженного архимандрита Климентия Шептицких за спасение еврейских, украинских и польских детей в годы Второй мировой войны.